# Hospet
Hospet là một thị xã và là nơi đặt hội đồng thành phố của quận Bellary thuộc bang Karnataka, Ấn Độ.

## Địa lý
Hospet có vị trí 15°16′B 76°24′Đ / 15,27°B 76,4°Đ Nó có độ cao trung bình là 480 mét (1574 feet).

## Nhân khẩu
Theo điều tra dân số năm 2001 của Ấn Độ, Hospet có dân số 163.284 người. Phái nam chiếm 51% tổng số dân và phái nữ chiếm 49%. Hospet có tỷ lệ 65% biết đọc biết viết, cao hơn tỷ lệ trung bình toàn quốc là 59,5%: tỷ lệ cho phái nam là 72%, và tỷ lệ cho phái nữ là 57%. Tại Hospet, 12% dân số nhỏ hơn 6 tuổi.